# 门德豪森
门德豪森是德国图林根州的一个市镇。总面积9.96平方公里，总人口310人，其中男性152人，女性158人（2011年12月31日），人口密度31人/平方公里。